# Vargen, Esbo
Vargen är en ö i Finland. Den ligger i Finska viken och i kommunen Esbo i den ekonomiska regionen  Helsingfors i landskapet Nyland, i den södra delen av landet. Ön ligger omkring 15 kilometer sydväst om Helsingfors.
Öns area är 0,8 hektar och dess största längd är 150 meter i sydöst-nordvästlig riktning.